# Not Found
Not Found è un brano musicale del gruppo musicale giapponese Mr. Children, pubblicato come loro diciannovesimo 

singolo il 9 agosto 2000, ed incluso nell'album Q. Il singolo ha raggiunto la prima posizione della classifica Oricon dei singoli più venduti in Giappone, vendendo 607 300 copie. Il brano è stato utilizzato come tema musicale del dorama televisivo Bus Stop.

## Tracce
CD Singolo TFCC-87063
1. NOT FOUND
2. 1999-nen, Natsu, Okinawa (1999年、夏、沖縄)

## Classifiche
| Classifica (2000) | Posizione più alta |
| ----------------- | ------------------ |
| Giappone (Oricon) | 1                  |